# Alekszej Ivanovics Szudajev
Alekszej Ivanovics Szudajev (cirill betűkkel: Алексей Иванович Судаев; Alatir, 1912. augusztus 23. – Moszkva, 1946. augusztus 17.) szovjet fegyvertervező.
1912. augusztus 12-én született a Szimbirszki kormányzóság (ma: Csuvas Köztársaság) Alatir városában. 1929-ben fejezte be a szakmunkásképző iskolát, majd esztergályosként kezdett dolgozni. 1932-ben elvégezte a Gorkiji Építőipari Technikumot, és a „Szojuztranszsztroj” építőipari vállalat Urali területen lévő egyik egységénél kezdett el technikusként dolgozni.
1934-ben behívták a Vörös Hadseregbe, ahol egy vasúti egységnél szolgált. Már ekkor élénk érdeklődést mutatott a lőfegyverek iránt. Katonai szolgálata után, 1936-ban beiratkozott a Gorkiji Ipari Főiskolára, ahol 1938-ban végzett. Az egyetem után a Dzerzsinszkij Tüzér Akadémia lőfegyver műszaki iskolájában tanult. Az akadémián – német nyelven megvédett – diplomamunkája egy 7,62 mm-es golyószóró terve volt. Tanulmányai után 3. osztályú mérnök tiszti minősítést kapott, majd a Vörös Hadsereg Tüzér Főcsoportfőnöksége lőfegyverekkel foglalkozó tudományos-kísérleti lőterére (NIPSZVO) vezényelték, ahol konstruktőri munkát végzett. Első nagyobb munkája egy légvédelmi löveg volt.
1942-ben egy könnyű géppisztolyra kiírt pályázatra tervezte meg legismertebb fegyverét, a PPSZ–42-t. A PPS-nél könnyebb, olcsóbban és egyszerűbben gyártható, rendkívül egyszerű szerkezetű géppisztolyt a harcjárművek kezelőszemélyzetei, deszantcsapatok és a partizánok alkalmazták. 1943-ban – a németek által körülzárt Leningrádban – kisebb átalakításokat végzett a géppisztolyon, ezt követően PPSZ–43 (ППС – Пистолет-пулемёт Судаева) típusjelzéssel gyártották, először Leningrádban.
A háború utolsó éveiben újabb géppisztolyok tervein dolgozott. Ezek közül legígéretesebb az 1944-ben már lőtéri próbákra került ASZ–44 (АС – Aвтомат Судаева) gépkarabély volt, amely gázelvezetéses rendszerű, gázdugattyúval működtetett fegyver volt. Működési elve a későbbi Kalasnyikov gépkarabélyéra hasonlított. Szudajev korai halála miatt azonban ez a fegyver nem került gyártásba. Az ASZ–44-esnél alkalmazott egyes konstrukciós megoldások később a Mihail Kalasnyikov által tervezett AK–47-esnél köszöntek vissza.
Munkásságáért Szudajev Állami Díjat és Lenin-rendet is kapott.
Szudajev 1946. augusztus 17-én, hat nappal 34. születésnapja előtt – a leningrádi blokád idején szerzett betegségek szövődményei következtében – hunyt el Moszkvában, a Kreml kórházában. Sírja a Vaganykovói temetőben található.